# بانو بایرون
آن ایزابلا نوئل بایرون، یازدهمین بارونس ونتورث و بارونس بایرون (née میلبنک؛ ۱۷ مه ۱۷۹۲ – ۱۶ مه ۱۸۶۰)، که با لقب آنابلا و معمولاً با نام بانو بایرون شناخته می‌شود، یک اصلاح‌گر آموزشی و نیکوکار بود که اولین مدرسه صنعتی در انگلستان را بنیان نهاد و یک فعال ضد برده‌داری برجسته بود. او با شاعر مشهور، جرج گوردون بایرون، که بیشتر با نام لرد بایرون شناخته می‌شود، ازدواج کرد و کمتر از یک سال بعد از او جدا شد و با وجود قوانینی که در آن زمان حضانت فرزندان را به‌طور انحصاری به پدران واگذار می‌کرد، حضانت دخترشان آدا لاولیس را نزد خود نگه داشت.
خاطرات بانو بایرون، که پس از مرگش توسط هریت بیچر استو منتشر شد، نگرانی‌های او دربارهٔ ادعای رابطه نامشروع میان لرد بایرون و خواهر ناتنی‌اش را آشکار کرد. این رسوایی ناشی از گمانه‌زنی‌های بانو بایرون باعث تسریع تصمیم لرد بایرون برای ترک انگلستان و بازگشت به مدیترانه شد، جایی که او در سال ۱۸۱۰ زندگی کرده بود.
دخترشان، آدا، به‌عنوان یک ریاضیدان با چارلز ببیج، پیشگام علم رایانه، همکاری می‌کرد و به‌عنوان نخستین برنامه‌نویس در تاریخ شناخته می‌شود.

## نام‌ها و خانواده
بانو بایرون با نام اصلی آن ایزابلا میلبنک متولد شد و تنها فرزند سِر رالف میلبنک، ششمین بارونت و همسرش بانو جودیت نوئل (۱۷۵۱–۱۸۲۲) بود که خواهر توماس نوئل، وایکانت ونتورث محسوب می‌شد.
تنها خواهر یا برادر بازمانده پدرش، الیزابت لمب، وایکانتس ملبورن بود که به‌عنوان یک میزبان سیاسی تأثیرگذار شناخته می‌شد. فرزندان او، که پسرعمو و دخترعموهای آن به‌شمار می‌رفتند، شامل موارد زیر بودند:
- محترم پنیستون لمب (۱۷۷۰–۱۸۰۵)
- ویلیام لمب وایکنت ملبورن (۱۷۷۹–۱۸۴۸)
- فردریک لمب، سومین وایکانت ملبورن (۱۷۸۲–۱۸۵۳)
- محترم جورج لمب (۱۷۸۴–۱۸۳۴)
- امیلی لمب، کنتس کاپر (۱۷۸۷–۱۸۶۹)
- هریت لمب (۱۷۸۹–۱۸۰۳)

تنها عموی بازمانده مادرش، فرزندی قانونی نداشت، اما پیش از ازدواج صاحب پسری شد که او را به نام خودش، توماس نوئل، نامگذاری کرد. این پسر بعدها به حرفه روحانیت روی آورد.
چند ماه پس از ازدواج آن با لرد بایرون، دایی مادری او درگذشت. بانو میلبنک و پسرعمویش، لرد اسکارسدیل، به‌طور مشترک املاک او را به ارث بردند. خانواده پس از آن، نام خانوادگی نوئل را به جای میلبنک برگزیدند.
لرد ونتورث هم مقام وایکانت داشت و هم عنوان بارون. پس از مرگ او، مقام وایکانتی از بین رفت و عنوان بارونی میان بانو میلبنک و لرد اسکارسدیل در حالت تعلیق قرار گرفت. پس از درگذشت آن‌ها، این عنوان به بانو بایرون منتقل شد و او به‌طور مستقل به بارونس ونتورث تبدیل شد؛ بااین‌حال، او هرگز از این عنوان استفاده نکرد. او نامه‌هایش را با عنوان «اِی. آی. نوئل بایرون» امضا می‌کرد و وصیت‌نامه‌اش را با نام «بارونس نوئل-بایرون» نوشت. دنیا او را با نام «بانو بایرون» می‌شناخت و دوستان و خانواده‌اش او را با لقب «آنابلا» صدا می‌زدند.

## جوانی
او کودکی بسیار بااستعداد بود. برای پرورش هوش برجسته‌اش، والدینش معلمی خصوصی از دانشگاه کمبریج به نام ویلیام فرند استخدام کردند. تحت نظارت او، آموزش‌هایش به شیوه‌ای مشابه با دانشجویان کمبریج پیش رفت و موضوعاتی چون ادبیات کلاسیک، فلسفه، علوم و ریاضیات را شامل می‌شد. او علاقه‌ای خاص به ریاضیات داشت و این شیفتگی چنان برجسته بود که همسرش لقب «شاهزاده‌خانم متوازی‌الاضلاع‌ها» را به او داد.
آنابلا به زنی خشک‌مزاج، مذهبی و پایبند به اصول اخلاقی سختگیرانه تبدیل شده بود. با وجود این، از هوش سرشار خود آگاهی داشت و از نمایش آن در محافل اجتماعی ابایی نداشت. او اغلب به عنوان فردی سرد و بیش از حد محتاط توصیف می‌شد و چنین ویژگی‌هایی او را برای مردی که بعدها به دلبستگی بزرگ زندگی‌اش تبدیل شد، انتخابی غیرمنتظره جلوه می‌داد—شاعری تاریک‌منش و «اخلاقاً گسسته» همچون لرد بایرون. نخستین دیدار آن‌ها در مارس ۱۸۱۲ رخ داد. آنابلا بعدها به مادرش گفت که هرچند جرئت نمی‌کند خود را به لرد بایرون معرفی کند، اما اگر او پیش‌قدم شود، حتماً معرفی‌اش را خواهد پذیرفت.